# Ospizio e oratorio dei Proti
L'istituto Proti-Vajenti-Malacarne è una casa alloggio per persone anziane e bisognose, situata in uno storico palazzo ristrutturato nel Seicento dall'architetto Antonio Pizzocaro, in contrà Giampietro Proti a Vicenza. Annesso all'istituto è l'oratorio dei Proti, nell'omonima contrà.

## Storia

### Fondazione

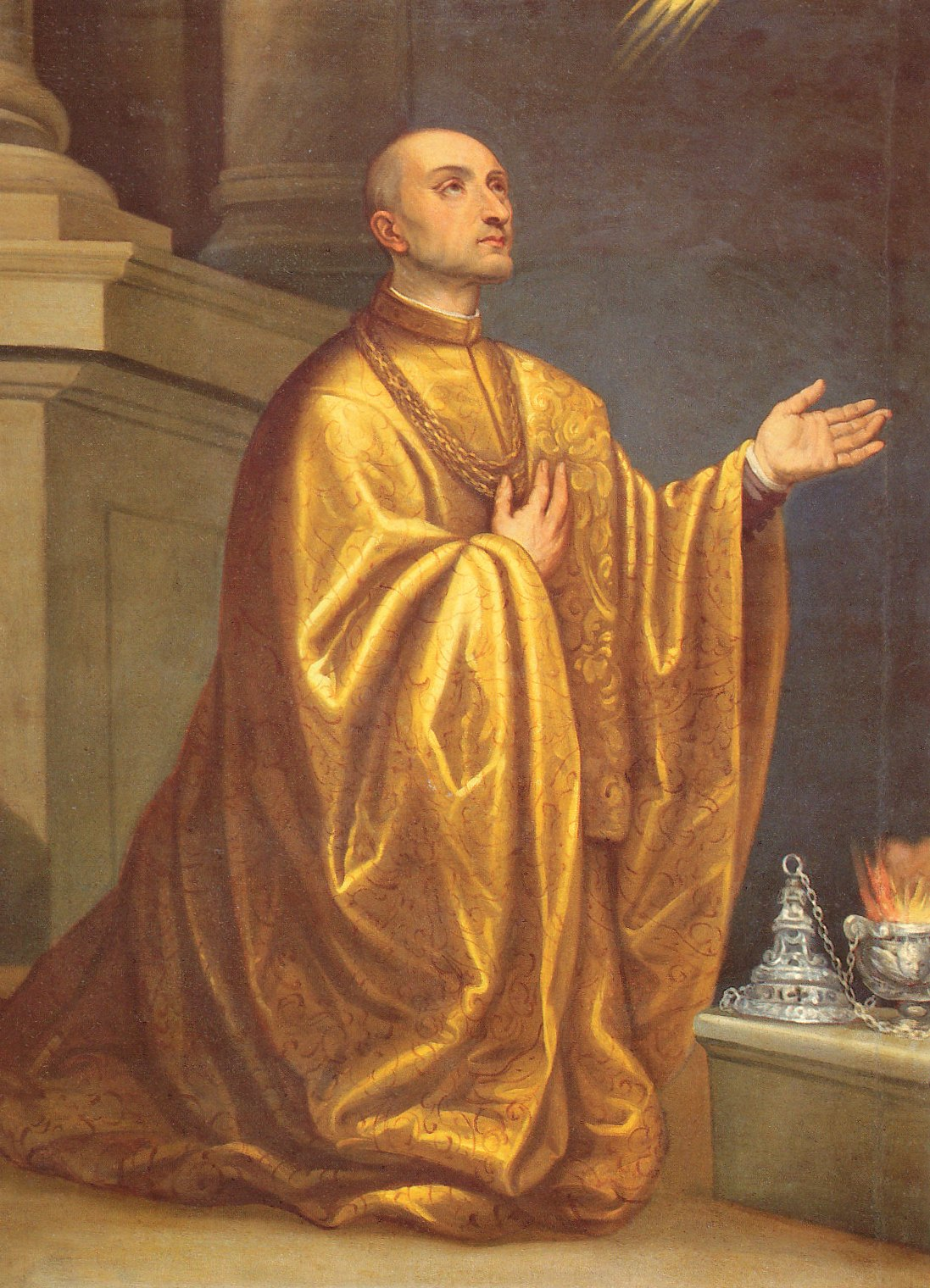
Giampiero Proti - Ritratto di pittore veneto del XVII secolo

Giampietro de Proti, nobile vicentino, uomo d'armi e politico, fu uno dei protagonisti nelle trattative che portarono alla dedizione di Vicenza alla Repubblica di Venezia nel 1404. Ultimo della sua casata e senza eredi, dispose con testamento, redatto il 28 marzo 1412, che una sua casa e l'altra contigua dello zio materno fossero, dopo la sua morte, destinate a ospizio, adeguatamente dotato di beni, con lo scopo di accogliere sei nobili, caduti in povertà, in "sei camere cum camini".
L'ospizio veniva posto sotto la protezione di Sancta Maria Misericordiae, della quale il cavaliere stabiliva nel testamento anche la tipologia di immagine che avrebbe dovuto essere collocata in sito. 
Giampietro de Proti stabiliva anche l'acquisto di altri trenta letti forniti dell'occorrente per altri sessanta indigenti, di distinta condizione, in due cameroni al piano terreno. Destinava a tale scopo tutti i suoi beni immobili in Bolzano, Preporcile, Lisiera e Vigardolo. Stabiliva che l'hospedal fosse governato da tri boni citadini de Vicenza, nominati dal conseio generale et grande del comune de Vicenza insieme con i Priori di S. Corona, di S. Michele e di S. Maria dei Servi; col Guardian dei Frati Minori, il Capitolo del Duomo, i suoi due capellani di S. Giacomo e di S. Antonio esistenti nel detto Duomo. A questi tre designati ogni due anni, con obbligo del rendiconto di loro amministrazione, assegnava cento lire annue per so salario fazendo ben. 
Adiacente alla casa volle fosse eretto un oratorio dedicato alla Madonna Sancta Maria Mísericordiosa, dipinta da Battista da Vicenza nel classico gesto di protezione materna verso i suoi devoti.
Questo ospizio si distingueva dagli altri ospitali del tempo per la sua originale destinazione, ossia una dignitosa assistenza materiale e morale ai nobili vicentini decaduti dall'antico prestigio, per le complesse vicende politiche e sociali del tempo, ed esposti a una condizione di vita divenuta incompatibile con il loro rango.

### Ristrutturazione in età moderna

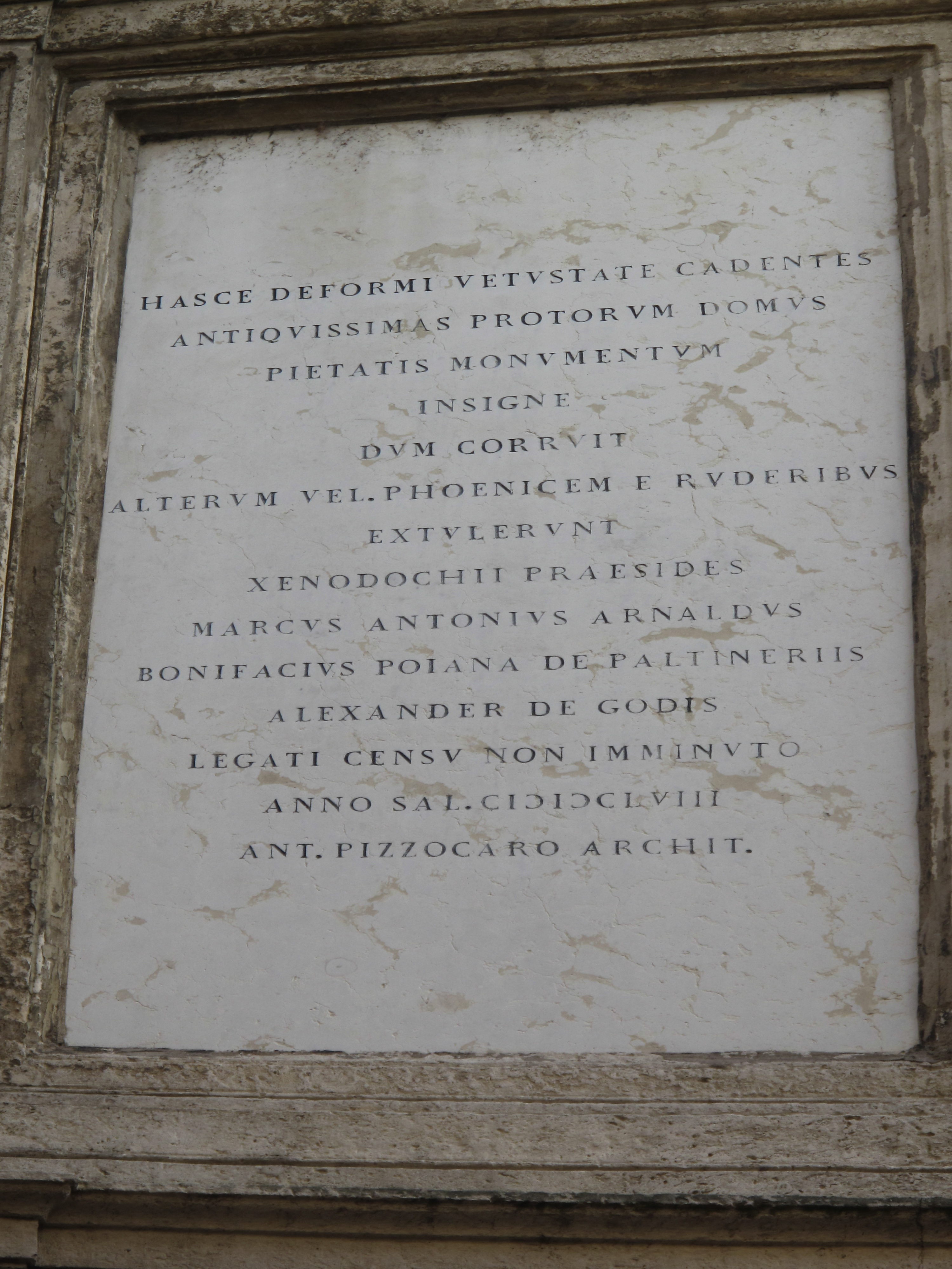
Targa sulla facciata dell'istituto

L'ospizio iniziò a funzionare nel 1412, subito dopo la morte del testatore, dapprima diretto da Traiano Thiene e dagli altri consanguinei - i Thiene erano imparentati con i Proti - e ottenne ben presto risorse in rendite e favori da papa Eugenio IV, dal vescovo di Vicenza Francesco Malipiero e dalla Repubblica di Venezia. Col passare dei secoli, si arricchì di numerose e preziose opere d'arte, provenienti spesso dalle case dei nobili ospiti. Tra i benefattori va ricordato il vescovo di Vicenza Pietro Marco Zaguri per preziosi arredi liturgici offerti all'oratorio.
Nonostante le molteplici disposizioni date dal fondatore e il favore delle autorità cittadine, già nel 1520 - forse anche in relazione alle drammatiche vicende vicentine della guerra della Lega di Cambrai – l'ospizio versava in una condizione "rovinosa e distruttiva" e si rese necessaria l'istituzione di un collegio sindacale a garanzia di una corretta amministrazione.
La notte del 18 novembre 1606 l'ospizio fu devastato da un incendio, per cui dovette essere restaurato. Dal 1656 iniziò una radicale trasformazione del complesso, affidata all'architetto Antonio Pizzocaro, ancora oggi visibile nella sua severa e pur elegante organizzazione degli spazi, ristrutturazione che si svolse in diverse fasi, dal 1656 al 1707.

### L'istituto in età contemporanea
Nel gennaio 1809, il Governo Italico decretò che tutti i luoghi pii della città e quindi anche l'ospizio Proti, venissero amministrati dalla Congregazione di Carità da esso istituita.
Dieci anni più tardi, sotto il Regno lombardo-veneto, alla Congregazione di Carità subentrava il Pio Conservatorio, amministrato da un direttore nominato dal consiglio comunale, mentre la città, rappresentata dalla Congregazione Municipale, conservava sull'ospizio il diritto di patronato, confermato dal governo austriaco.
Il nobile e magistrato Giampaolo Vajenti (1780-1852), con il suo testamento lasciò all'ospizio la somma di 100.000 lire austriache, stabilendo che con le rendite del legato fosse aumentato il numero dei "graziati", che ciascuno avesse in danaro una lira al giorno e che fra i richiedenti fosse data preferenza alle persone nobili e tra questi a coloro che portavano il cognome Vajenti.
A parte ulteriori donazioni di minore consistenza, il nobile Giovanni Battista Malacarne (1784-1864) istituì con testamento suo erede universale l'ospizio, che da allora prese il nome di "Ospizio de' Proti - Vajenti - Malacarne".
Con sovrana risoluzione del 24 dicembre 1861 e definitivo decreto 23 gennaio 1863 rinacque la Congregazione di Carità di Vicenza e l'ospizio fu nuovamente amministrato da essa.
Nel corso dei secoli furono a più riprese rinnovati e aggiornati i suoi statuti e regolamenti in armonia con le emergenti contingenze socioeconomiche.
Negli anni ottanta del Novecento l'istituto è stato restaurato e dotato di moderne strutture e di adeguati impianti dall'architetto Piero Morseletto.
L'istituto consiste oggi, pur con i dovuti adattamenti conseguenti al vivere contemporaneo, di una casa albergo articolata in 50 mini-alloggi, che ospita circa sessanta anziani autosufficienti, vicentini, di oltre 50 anni di età, di civile condizione, in stato di bisogno "per isventure a loro non imputabili". Oltre all'alloggio, agli ospiti vengono messi a disposizione l'assistenza infermieristica, altri servizi generali e, nei casi di maggior bisogno, un assegno alimentare mensile e sussidi particolari a Pasqua e Natale.

## Descrizione

### Ospizio

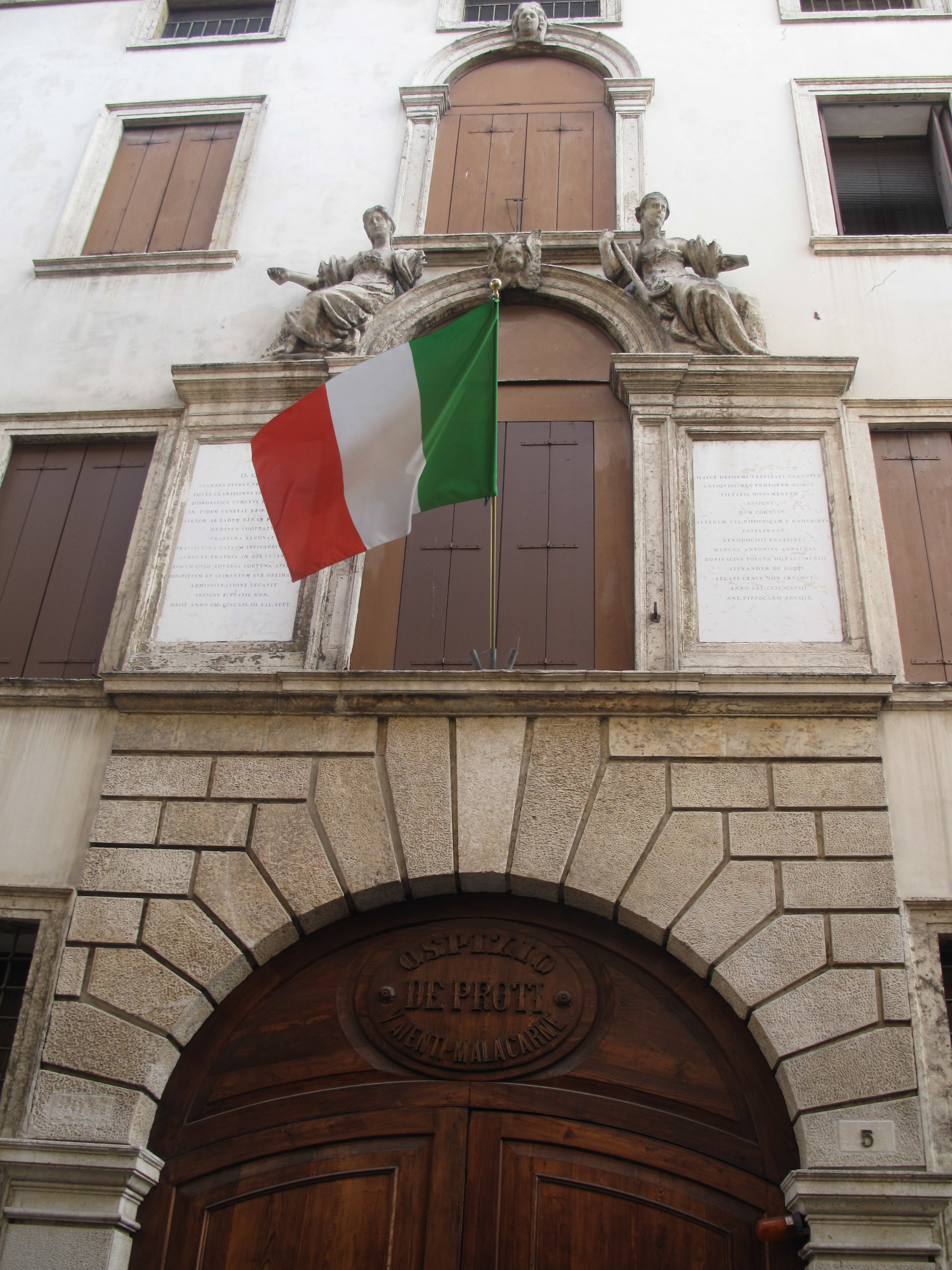
Portone d'ingresso

L'attuale complesso è il frutto della ristrutturazione seicentesca di Antonio Pizzocaro: una vasta costruzione tutt'intorno a un ampio cortile quadrilatero, delimitato da un portico inferiore con volte a crociera e da tre logge sovrapposte con travature a vista. Gli archi delle logge corrispondono all'accesso delle singole unità abitative, ciascuna delle quali consistente in due vani. 
L'austera compostezza del cortile corrisponde alla severità delle pareti esterne che si affacciano sulle contrade, dove il cadenzato ritmo delle finestre, appena segnate da lieve cornice, corrisponde all'interna ripartizione degli spazi
Il portone d'ingresso a tutto sesto entro bugne gentili, è sormontato dalla citazione estemporanea di una sommessa serliana e, sopra, da un finestrone centinato. Nel vestibolo dell'ingresso quattro lapidi sono collocate per testimoniare gratitudine e onore al fondatore Gian Pietro de Proti, a Giampaolo Vajenti, a Giambattista Malacarne e a Maffeo Todeschini Munari, insigni benefattori dell'ospizio. Nell'interno sotto il loggiato di sinistra altre due lapidi ricordano le visite che vi fecero gli imperatori austriaci, nel 1825 Francesco I e nel 1838, Ferdinando I.

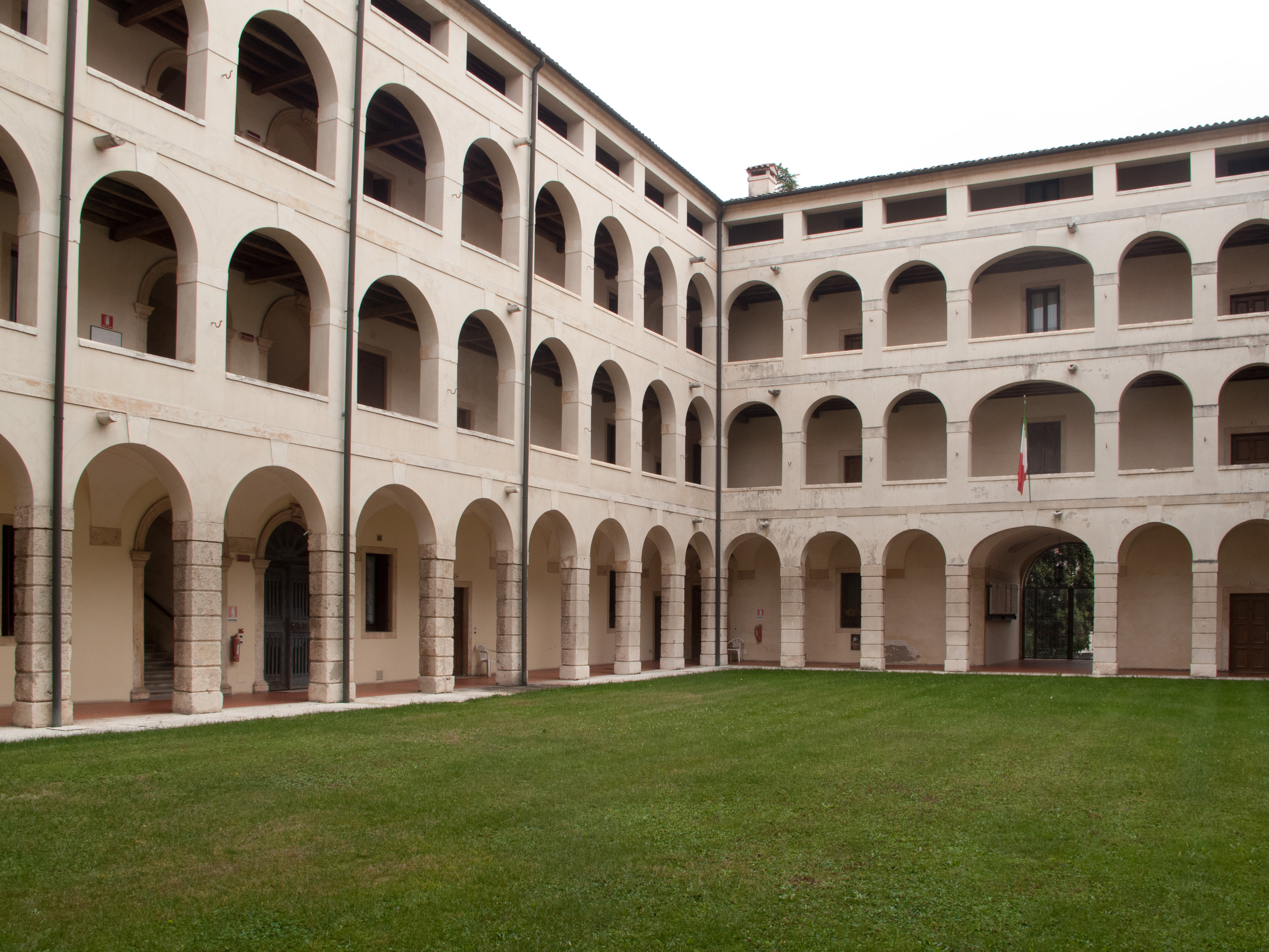
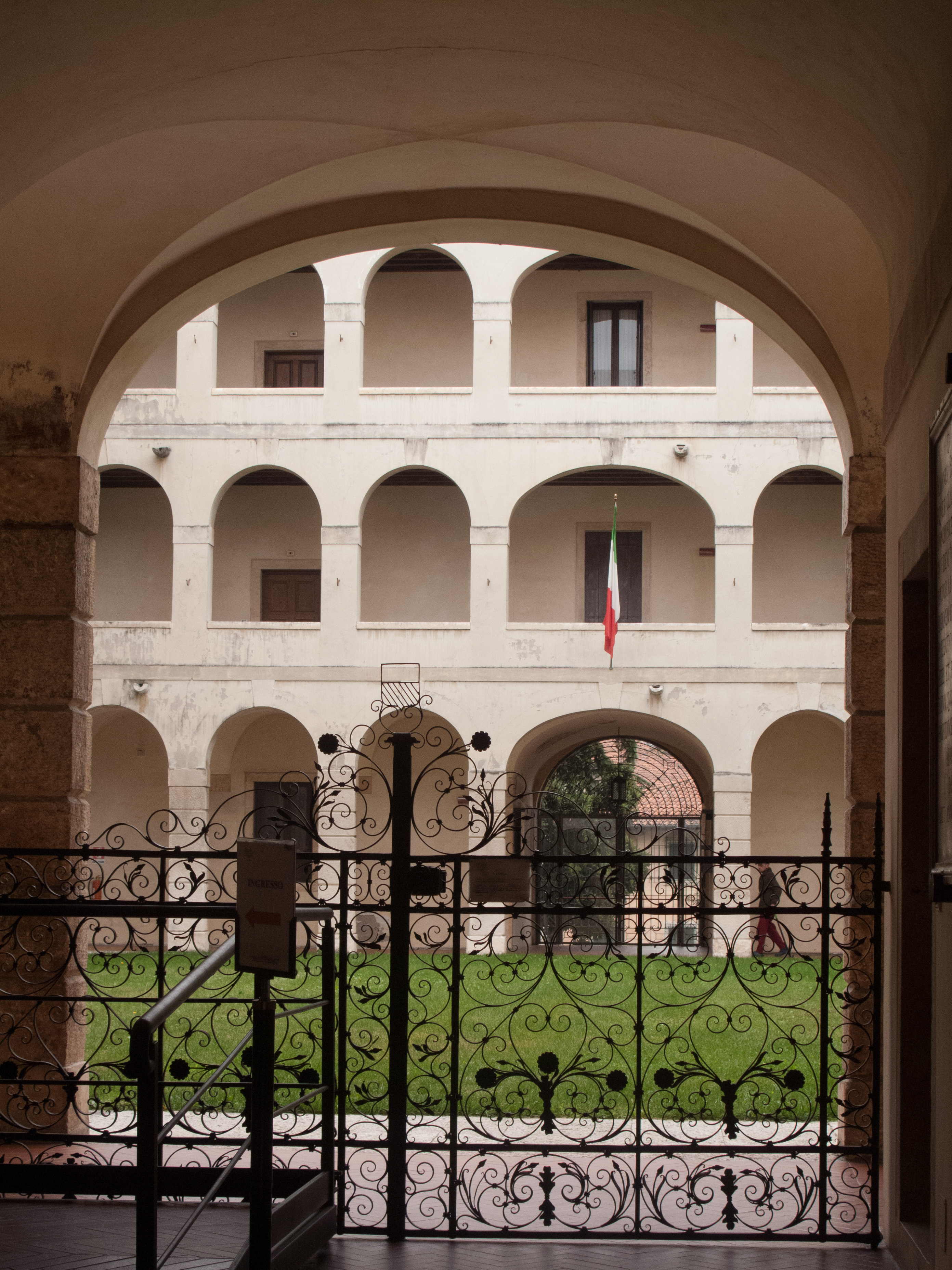
Cortile interno
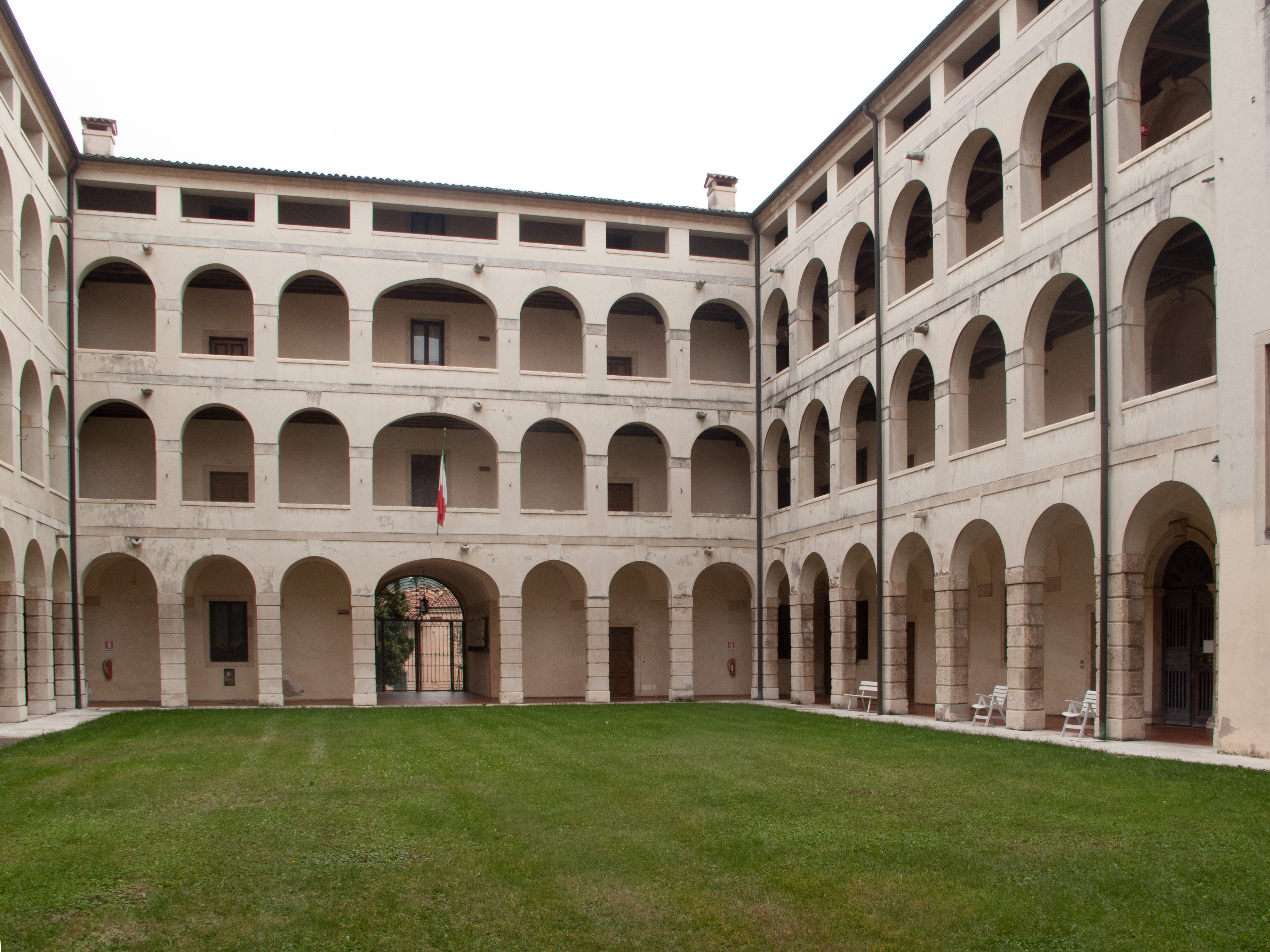

### Oratorio

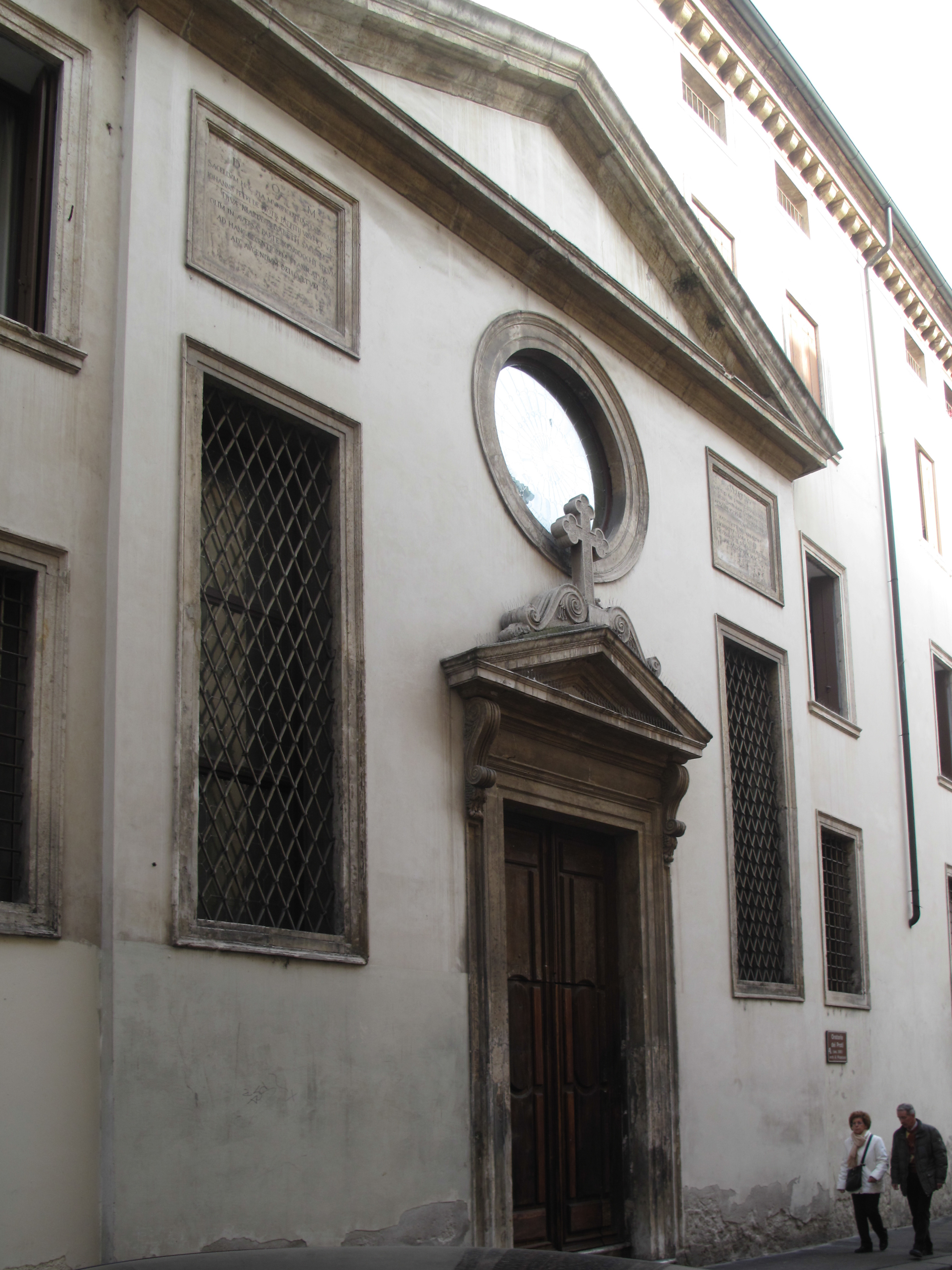
Facciata dell'oratorio

Al centro del lato occidentale del complesso, prospiciente all'omonima contrà, si apre l'oratorio dell'ospizio - dedicato alla Visitazione di Maria - costruito nel 1656 sull'ala dell'edificio opposta alla precedente cappella quattrocentesca.
La facciata, coronata da una cornice su dentelli ricurvi di tradizione scamozziana, è semplice e austera, dalla superficie fatta appena risaltare sulla circostante parete. L'alta porta con frontone triangolare è sormontata da un oculo e affiancata da strette finestre rettangolari sopra le quali alcune iscrizioni attestano la fondazione dell'oratorio; al di sopra della porta un più grande frontone triangolare. 
L'interno è un austero vano rettangolare molto alto a tetto piano con, a oriente, un solo altare sulla cui mensa quattro colonne corinzie fiancheggiano un arco e reggono una trabeazione e un frontone triangolare, sormontato da breve attico e ulteriore frontoncino ad arco ribassato, opera di raffinata eleganza, eseguita sempre su disegno del Pizzocaro.
Sopra l'altare vi è la pala della Visitazione di Francesco Maffei; ai lati le statue della Carità (a destra) e della Fede (a sinistra), opere seicentesche di mano esperta.
Altro dipinto all'interno dell'oratorio è L'atto di donazione dei beni ai poveri di Giambattista Maganza il Giovane, che raffigura Giampietro de Proti inginocchiato insieme a santa Elisabetta.

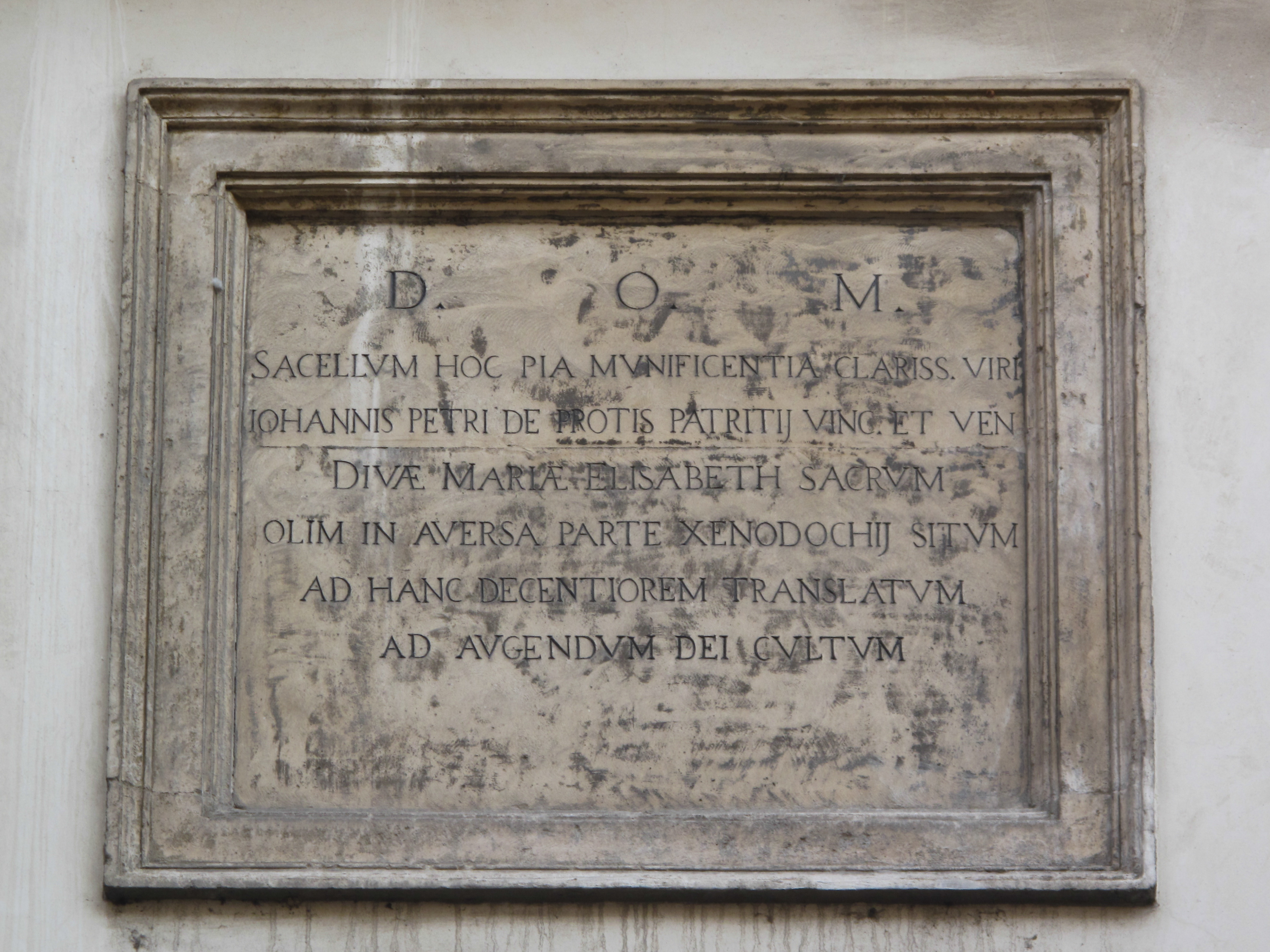
Targa sulla facciata dell'oratorio
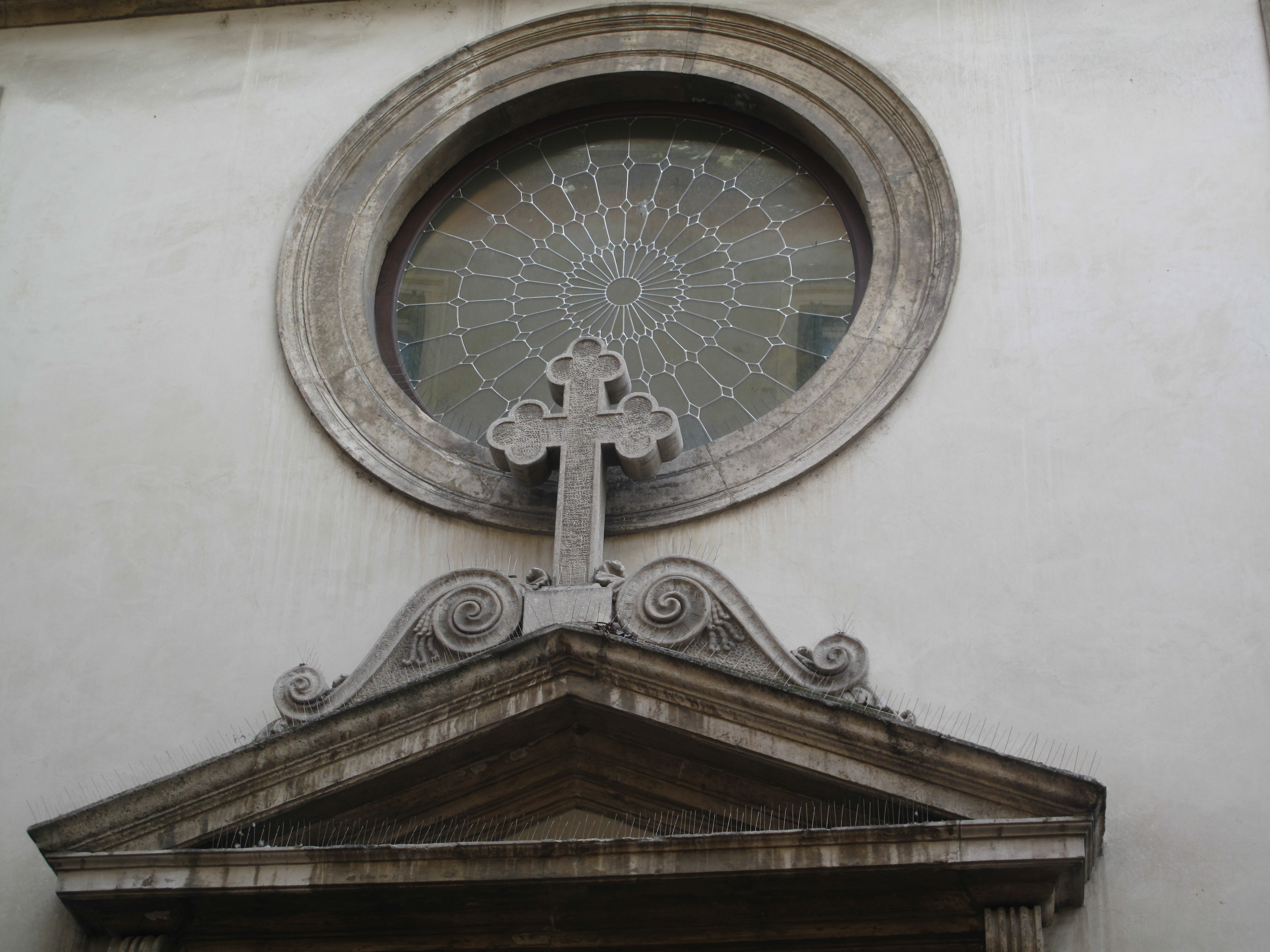
Oculo sulla facciata dell'oratorio
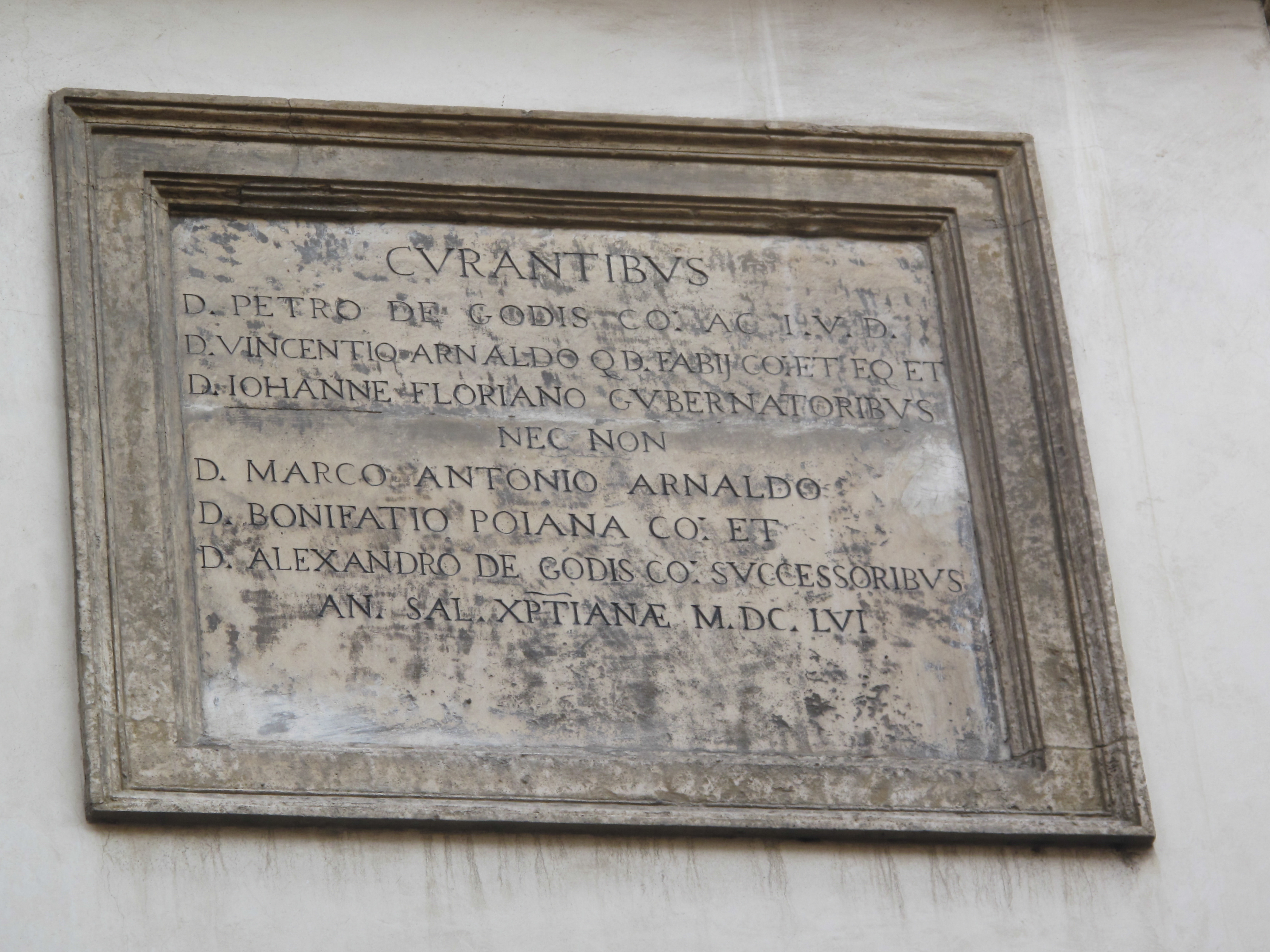
Targa sulla facciata dell'oratorio

### Casa Proti
L'ala meridionale dell'ospizio ha inglobato la cosiddetta "casa Proti", edificio del primo Cinquecento. Nel prospetto posteriore meridionale, prospiciente il fiume Retrone, vi è un piccolo chiostro tardoseicentesco ad arcate, annesso posteriormente al nucleo più antico forse dal capomastro Carlo Buttiron, attivo nell'ultima campagna di lavori di ristrutturazione dell'ospizio intorno al 1700.